# Асаф Джах III
Мір Акбар Алі-хан Сіддікі Бейефенді Багадур Сікандер Джах Асаф Джах III (нар. 11 листопада 1768 — 21 травня 1829) — нізам Хайдарабаду від серпня 1803 до травня 1829 року. За часів його правління держава переживала економічний спад.

## Життєпис
Син Асаф Джаха II. Народився 1768 року. Посів трон 1803 року. Збільшився кількість найманих солдатів. Багато коштів витрачав на будівельні проєкти, власні розваги тощо, внасліок чого держава остаточно поринуло у фінансову кризу. 1808 року було засновано британську резидентуру в Гайдарабаді. Також призначив пробританського першого міністра Чанду Лала. Останній почав продавати джагіри з правом збору податків, внаслідок чого корупція досягла неймовірних масштабів. У 1816 році Чанда Лал взяв позику у фірми «Palmer & Co.» 1 млн фунтів стерлінгів під 24 % річних, яка базувалася в Гайдарабаді, затягнувши країну в боргову кабалу.
Допомагав британцям під час їх третьої війни з маратхми у 1817—1818 роках. За цим зовісім відійшов від державних справ, повністю поклавшись на рішення Чанди Лала. Договір 1822 року регулював прикордонні питання і звільняв правителя від обов'язку сплачувати данину.
Під час його правління біля Гайдарабаду було створено британське містечко, а територію охрестили на його честь Секундерабадом. У другій половині панування почалося будівництво Гурдвара Такхт Сачханд Шрі Хазур Сахіб Абічнагар у Нандеді, храм Рамбаг в Аттапурі. Нізам також надав джагір на утримання храму.
Помер 1829 року, залишивши багатомілійоні борги. Трон перейшов до його сина